# Periclimenes insolitus
Periclimenes insolitus är en kräftdjursart som beskrevs av A. J. Bruce 1974. Periclimenes insolitus ingår i släktet Periclimenes och familjen Palaemonidae. Inga underarter finns listade i Catalogue of Life.